# Arthur Beer
Arthur Beer (28. června 1900 Liberec – 20. října 1980 Cambridge) byl německý astronom a popularizátor astronomie působící ve Spojeném království.
Narodil se v Liberci středoškolskému profesorovi Johanu Beerovi. V rodném městě zůstal až do konce studií na střední škole. V roce 1924, v době vysokoškolských studií, onemocněl dětskou obrnou a musel se podrobit operaci, díky které znovu mohl chodit. Oženil se s Charlotte Verou Popielarskou a v roce 1927 obhájil disertaci K charakteristice spektroskopických dvojhvězd (německy Zur Charakterisierung der spektroskopischen Doppelsterne). Poté začal pracovat na observatoři ve Vratislavi a Německé námořní observatoři v Hamburku. Od roku 1930 přednášel a popularizoval astronomii v hamburském planetáriu. Zároveň přispíval do mnoha časopisů a novin, tvořil rozhlasové pořady a příležitostně přednášel v Německu a Československu.
V roce 1934 kvůli perzekuci židovských vědců nacisty emigroval do Cambridge, kam ho mj. doporučil i Albert Einstein. Tam zůstal až do odchodu do důchodu v roce 1967. V roce 1955 založil a rok vedl časopis pro moderní astronomii Vistas of Astronomy.
Byl členem Královské společnosti astronomické a Mezinárodní astronomické unie.

## Odkaz
Po Arthuru Beerovi se jmenuje planetka 1896 Beer objevená v roce 1971 Lubošem Kohoutkem.
V roce 1991 pojmenoval po Beerovi Pavel Vála svou soukromou astronomickou pozorovatelnu v Liberci-Ruprechticích.